# Sugar en aprietos
Sugar en aprietos es una película de comedia romántica peruana del año 2022, producida por Leneas Performing Art y Yaku Films, con la distribución de Star Films. Es dirigida y producida por José Salinas, protagonizada por Alessandra Fuller y David Zepeda,y antagonizada por Andrés Vílchez
La película fue estrenada el 6 de octubre de 2022 en los cines peruanos.

## Sinopsis
Mariana Segovia (Alessandra Fuller) una chica locuaz y alegre, tiene la oportunidad de estudiar en la universidad con ayuda de Trevor Miller (David Zepeda), un benefactor que patrocina un orfanatorio municipal de la ciudad, quien le lleva varios años de diferencia.
Mariana conocerá el amor, nuevas amistades y en su vida todo será felicidad hasta la llegada de Álvaro (Andrés Vílchez), el hermano de su amiga Vale (Valeria Piazza), quien la conquistará para alejar a Trevor de los brazos de ella.[cita requerida] Debido a los hechos, se formará un triángulo amoroso entre Trevor, Mariana y Álvaro.

## Reparto
- David Zepeda como Trevor Miller: El benefactor del orfanatorio, quien se convierte en el «sugar daddy» de Mariana.[8][9]
- Alessandra Fuller como Mariana Segovia: Una chica aventura y universitaria que se enamora de Trevor.[10]
- Patricia Portocarrero como Gertrudis: La dueña del orfanatorio.
- Kukuli Morante
- Andrés Vílchez como Álvaro: El hermano de Vale e interés amoroso de Mariana.[11]
- Andrea Luna como Paula: La rival de Mariana.
- Joaquín Escobar como Camilo: El mejor amigo de Mariana y Vale.
- Olga Zumarán
- Leslie Stewart
- Maju Mantilla como Filomena Miller: La hermana de Trevor.
- Ricardo Rondón
- Valeria Piazza como Vale: La mejor amiga de Mariana.[12]
- Austin Palao como Amante.[13]
- Tito Vega
- José Dammert
- Javier Valdés
- Haydeé Cáceres
- Yvonne Frayssinet como Matilde Miller: La madre de Trevor.
- Ivanna Vernal como una de los niños del orfanatorio.
- Andy Vernal como uno de los niños del orfanatorio.
- Mariano Ramírez como uno de los niños del orfanatorio.
- Matías Raygada como uno de los niños del orfanatorio.
- Alex Rodríguez como Henry.
- Filippo Storino

## Producción

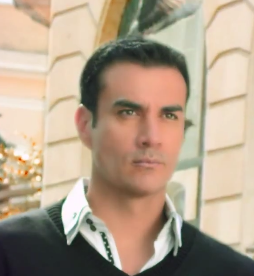
David Zepeda, protagonista de la película, quien le da vida al benefactor Trevor Miller.

La cinta comenzó a grabarse en abril de 2021 durante el estado de emergencia por la pandemia de COVID-19 y fue escogido el departamento de Ica como el lugar de la historia además de algunas escenas en la capital Lima. Este proyecto marca el debut actoral cinematográfico de la exmiss Perú, Valeria Piazza,[cita requerida] y la exestrella de telerrealidad Austin Palao, quiénes se suman al reparto principal junto al presentador y periodista Ricardo Rondón quien regresa a la actuación tras 15 años de ausencia.[cita requerida] Además, se agregó al elenco a los actores infantiles Ivanna y Andy Vernal, hermanos menores del actor Thiago Vernal.[cita requerida] Además, cuenta con la participación especial del actor mexicano David Zepeda, quien asume el papel protagónico de la película al lado de Alessandra Fuller.

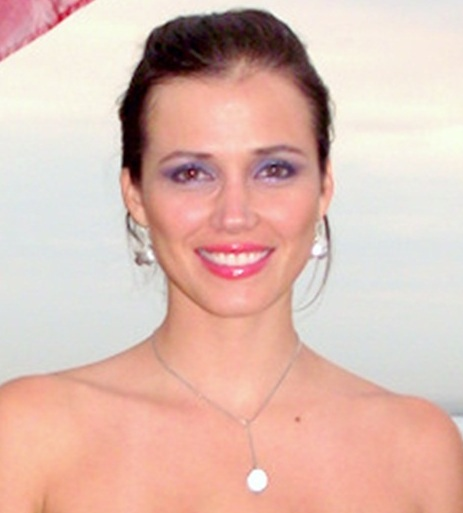
Maju Mantilla, una de las integrantes del elenco de la película, quien interpreta a Filomena Miller, hermana del protagonista Trevor Miller.

El director de la cinta José Salinas dio positivo al COVID-19 y cayó enfermo con un cuadro de neumonía, teniendo que parar temporalmente las grabaciones. Días después, se retoma el desarrollo del film que culminó en mayo del año 2021, con «la boda de Mariana y Trevor» como escena final. Según Salinas para una entrevista del portal El Popular, afirmó que grabar su propia película «fue un reto».

## Recepción
En septiembre de 2022, Sugar en aprietos lanzó su trailer oficial con el 6 de octubre de ese año como fecha de estreno en todos los cines peruanos.
Además, la cinta entró al ámbito internacional, estrenándose en los cines de México así como de Centroamérica. En Perú, fue la tercera película más taquillera del 2022, por debajo de dos estrenos de largometrajes estadounidense.